# Huinculsaurus
Huinculsaurus (il cui nome significa "lucertola della Formazione Huincul ") è un genere estinto di dinosauro teropode elafrosaurino vissuto nel Cretaceo medio, circa 97-93 milioni di anni fa (Cenomaniano), in quella che oggi è la Formazione Huincul nella Provincia di Neuquén, Argentina. Il genere contiene una singola specie, ossia H. montesi. Le analisi filogenetiche collocano questo taxon come strettamente imparentato con Elaphrosaurus del Giurassico superiore, suggerendo la persistenza della linea evolutiva degli elafrosaurini in Sud America fino al Cretaceo medio, facendo di Huinculsaurus il noasauride elafrosaurino più recente finora noto.
Questo taxon si basa sulle ultime tre vertebre dorsali e sulle prime due vertebre sacrali ritrovate in associazione, appartenute ad un individuo immaturo. Sebbene frammentario, Huinculsaurus mostra un mix unico di caratteristiche che lo differenzia da tutti gli altri teropodi della formazione, tra cui l'abelisauride Ilokelesia, differenziandosi per le faccette articolari delle prezigapofisi due volte più lunghe rispetto alla larghezza, per la lamina centroparapofisaria anteriore fortemente sviluppata come una lamina laterale estesa nelle vertebre dorsali, e un forame pneumatico situato ventralmente nella lamina postzigodiapofisale nella vertebra dorsale posteriore.